# Pharbitis barbigera
Pharbitis barbigera là một loài thực vật có hoa trong họ Bìm bìm. Loài này được (Sweet) G. Don miêu tả khoa học đầu tiên năm 1838.